# Secondigné-sur-Belle
Secondigné-sur-Belle är en kommun i departementet Deux-Sèvres i regionen Nouvelle-Aquitaine i västra Frankrike. Kommunen ligger i kantonen Brioux-sur-Boutonne som tillhör arrondissementet Niort. År 2022 hade Secondigné-sur-Belle 487 invånare.

## Befolkningsutveckling
Antalet invånare i kommunen Secondigné-sur-Belle
| Referens: INSEE |